# Holín
Holín är en ort i Tjeckien. Den ligger i den centrala delen av landet, 80 km nordost om huvudstaden Prag. Holín ligger 294 meter över havet och antalet invånare är 541.
Terrängen runt Holín är platt åt sydväst, men åt nordost är den kuperad.Runt Holín är det tätbefolkat, med 493 invånare per kvadratkilometer. Närmaste större samhälle är Jičín, 2,7 km sydost om Holín. Trakten runt Holín består till största delen av jordbruksmark.